# Pierre Sagna
Pierre Martin Sagna (11 giugno 1950) è un ex cestista senegalese.

## Carriera
Con il Senegal ha disputato i Giochi olimpici di Monaco 1972.